# Honda CB 50 J

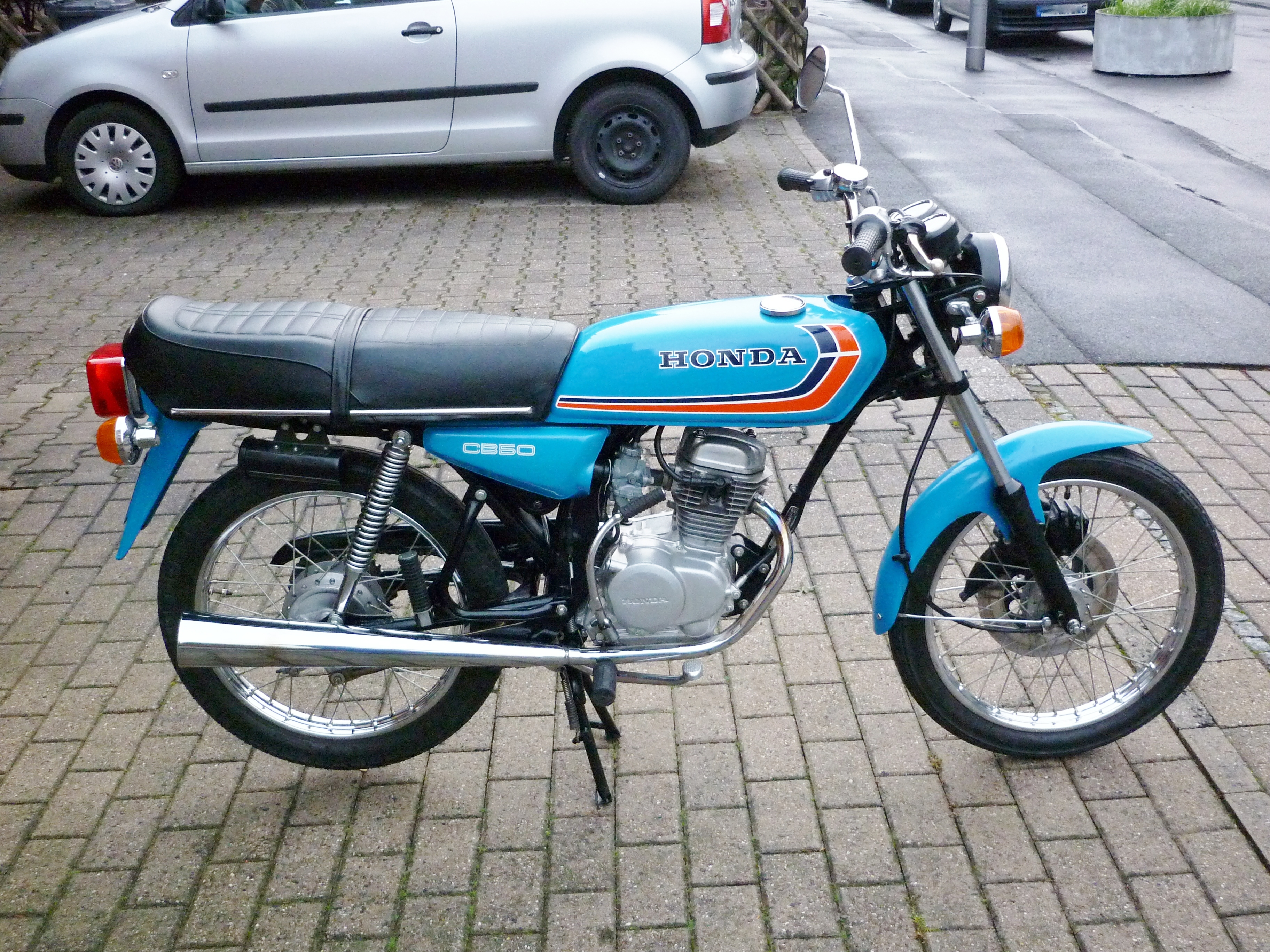
1978 Honda CB 50 J

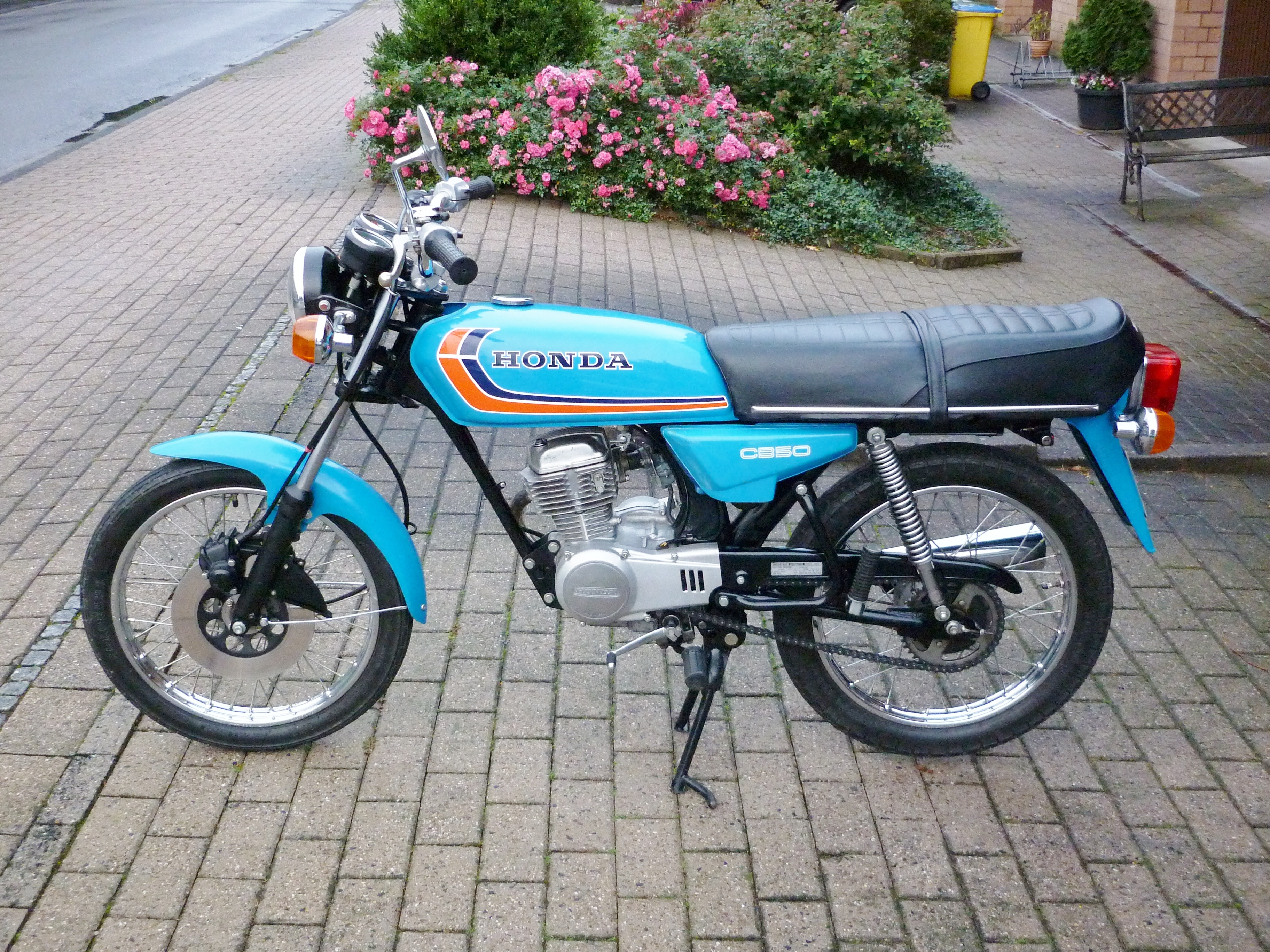
1978 Honda CB 50 J

Die Honda CB 50 J ist ein Mokick des japanischen Herstellers Honda.
In Deutschland wurde sie ab 1976, zu einem Verkaufspreis von anfangs 1.699 DM, in den Farben Blau, Grün und Orange angeboten. 
Die CB 50 J war als Nachfolgemodell für das in die Jahre gekommene Modell SS50 gedacht. Sie hat einen Einzylinder-Viertaktmotor mit Druckumlaufschmierung und einen um 20 Grad nach vorne geneigten Leichtmetallzylinder mit Laufbuchse. Die kettengetriebene obenliegende Nockenwelle betätigt über Kipphebel die beiden hängenden Ventile im Zylinderkopf. In Deutschland kam sie als sog. Mokick-Version mit 2 PS (1,4 kW) bei 5000 min−1, 4 Gängen und einer zugelassenen Höchstgeschwindigkeit von 40 km/h auf den Markt. In anderen Ländern hatte sie 6 bzw. 6,3 PS bei 10.500 min−1 und ein Fünfganggetriebe.
Leistungsreduziert wurde sie unter anderem durch ein dünneres Innenrohr im Krümmer, einen kleineren 13er-Vergaser und eine negative Zündverstellung im Polrad, die ab 6000 Umdrehungen den Zündzeitpunkt in Richtung „spät“ anstatt „früh“ verschob. Durch Festsetzen der Fliehkraftgewichte an der Zündverstellung kann diese Abregelung unterbunden werden, der Motor erreicht dann höhere Drehzahlen. Durch diese Manipulation oder Änderungen am Krümmer oder Vergaser erlischt die Betriebserlaubnis.
Gegenüber anderen Mokicks punktete die Honda in ihrem Erscheinungsjahr mit dem Viertaktmotor, einer mechanischen Scheibenbremse vorne, einem Drehzahlmesser und den Soziusfußrasten, die nicht an der Schwinge befestigt sind. Schwachstellen im Vergleich zu anderen Mokicks waren brechende Stoßdämpfer hinten, die mit der Konstruktion des Gepäckträgers zusammenhingen, ein recht schnell rostender Auspuff und eine undichte Zündspule, die bei Regen zu Fehlerströmen führte. Der Motor gilt allein schon wegen der drehzahlgesteuerten Drosselung als sehr robust.
Die erste CB 50 von 1967 hatte noch einen liegenden Zylinder wie die Honda SS 50, 3,9 kW (5,3 PS) bei 11.000 min−1 und erreichte Spitzengeschwindigkeiten von über 80 km/h.

## Technische Daten
| Motor                   | Einzylinder-Viertaktmotor, luftgekühlt, 2 Ventile hängend über oben liegende kettengetriebene Nockenwelle und Kipphebel |
| Gemischaufbereitung     | Keihin PC 13 A - Rundschiebervergaser                                                                                   |
| Bohrung × Hub           | 42 × 35,6 mm |
| Hubraum                 | 50 cm³ |
| Verdichtungsverhältnis  | 9,5 : 1 |
| Max. Leistung           | 2 PS (1,4 kW) bei 5000 min−1                                                                                            |
| Max. Drehmoment         | 2,9 Nm bei 5000 min−1                                                                                                   |
| Kupplung                | Mehrscheibenkupplung im Ölbad                                                                                           |
| Getriebe                | 4 Gänge |
| Endantrieb              | 420er Rollenkette, 102 Glieder, 12er Ritzel und 42 Kettenrad                                                            |
| Höchstgeschwindigkeit   | 40 km/h |
| Zündung                 | Schwunglichtmagnetzünder (58 W)                                                                                         |
| Starter                 | mechanischer Kickstarter                                                                                                |
| Bordelektrik            | 6-Volt-Anlage, Batterie 4 Ah                                                                                            |
| Abmessungen (L × B × H) | 1795 mm × 665 mm × 965 mm                                                                                               |
| Radstand                | 1175 mm |
| Sitzhöhe                | |
| Tankinhalt              | 8,5 Liter, ca. 1 L Reserve                                                                                              |
| Fahrgestell             | Rohrrahmen |
| Radaufhängung vorn      | Teleskopgabel |
| Radaufhängung hinten    | Schwinge mit fünffach verstellbaren Federbeinen                                                                         |
| Bremsen Vorn            | mechanisch betätigte Scheibenbremse (240 mm)                                                                            |
| Bremsen Hinten          | 110-mm-Simplex-Trommelbremse                                                                                            |
| Felgen vorn/hinten      | Drahtspeichenräder mit Stahlfelgen                                                                                      |
| Bereifung vorn          | 2.50-17 (4-PR) |
| Bereifung hinten        | 2.75-17 (6-PR) |
| Leergewicht             | 87 kg |
| Zul. Gesamtgewicht      | 247 kg |
| Verbrauch               | im Ø 1,7 l auf 100 km                                                                                                   |

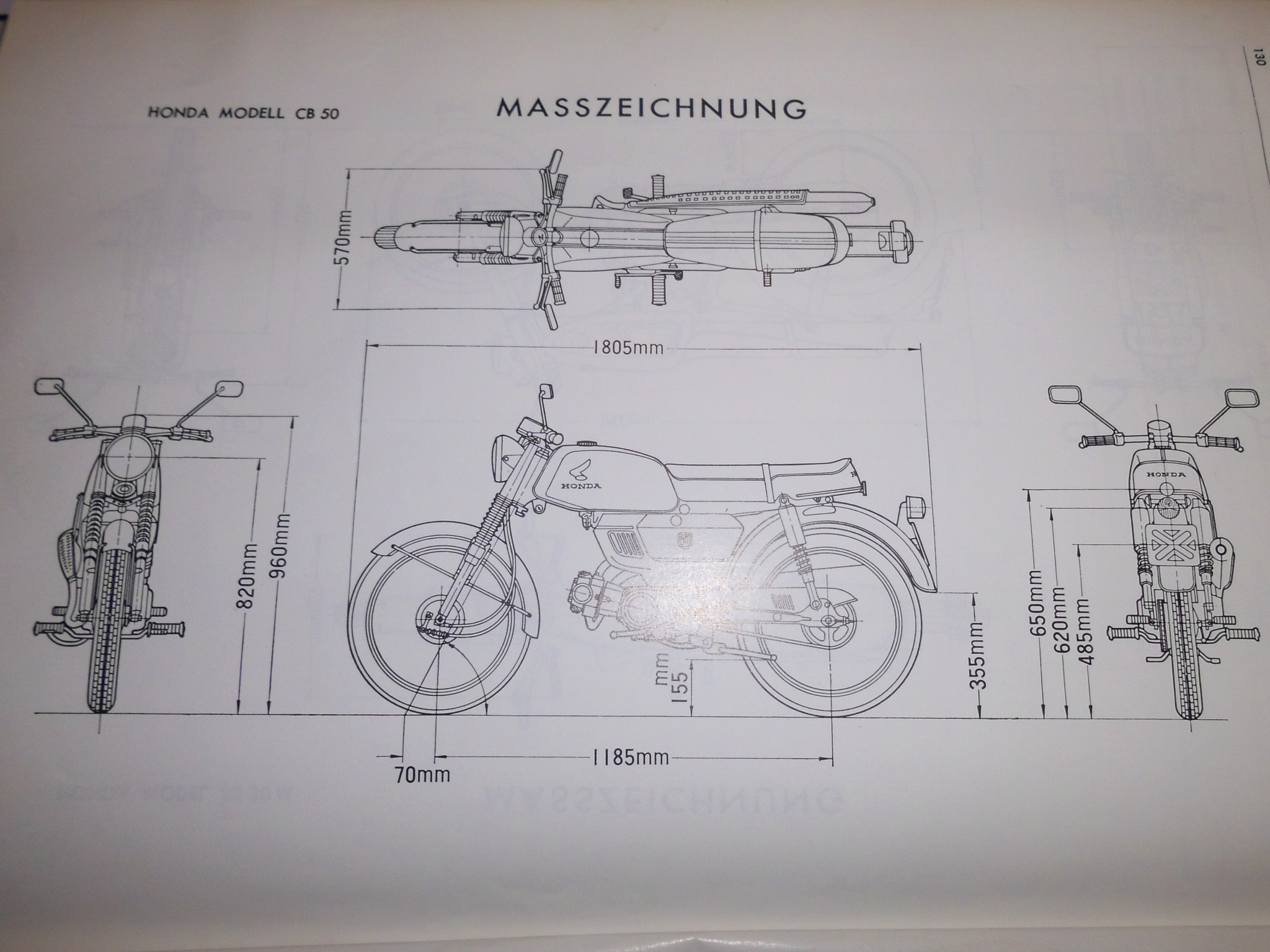
Honda CB 50, 1967